# Geschichte der Straßenbahn Boston
Die Geschichte der Straßenbahn Boston beschreibt die Entwicklungen und Veränderungen im Straßenbahnnetz der neuenglischen Hafenstadt Boston in Massachusetts (USA), welches seit der Eröffnung erster Pferdebahnstrecken im Jahre 1856 im Betrieb und am Streckennetz seinen Charakter teils stark verändert hat. Nach den Anfängen mit von Pferden gezogenen Wagen über die Frage nach modernerer Antriebsmöglichkeit bis hin zur Errichtung der weltweit ersten Unterpflaster-Straßenbahn ergab sich eine rasante Entwicklung. Mit zeitgleicher Vergrößerung und Verbesserung des Rollmaterials entwickelte sich ein solides System. Dieses hat bis heute ungeachtet des Niedergangs der Straßenbahn in der zweiten Hälfte des 20. Jahrhunderts Bestand. Es stellt einen bedeutenden Teil des Bostoner Nahverkehrs dar.

## Anfänge als Pferdestraßenbahn

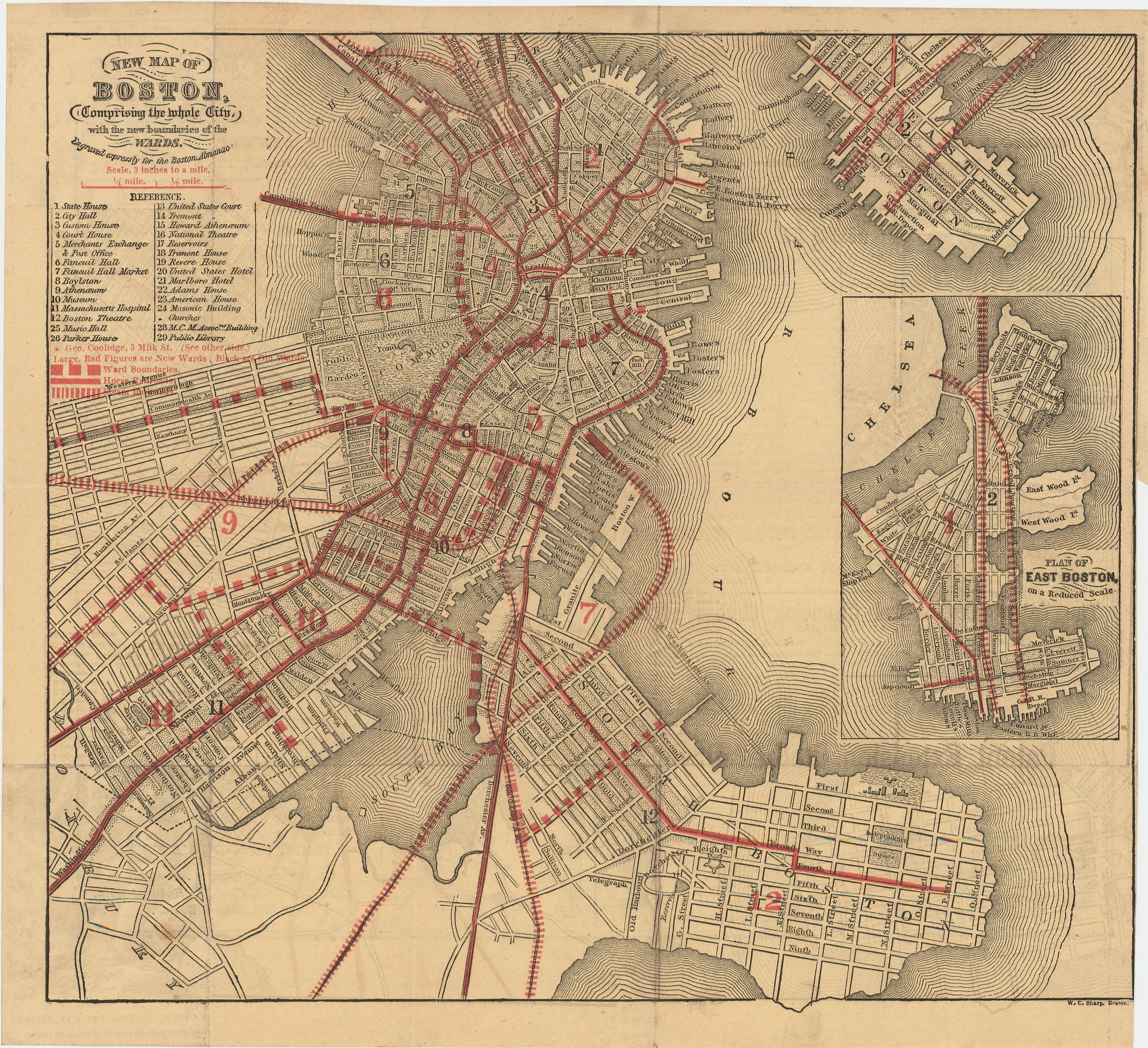
Linienplan der Pferdestraßenbahnen im Jahre 1866

Ebenso wie die meisten Großstädte in den USA wurde auch in Boston zur Mitte des 19. Jahrhunderts eine Pferdestraßenbahn eingerichtet, die jedoch, da sich noch keine entsprechenden Begrifflichkeiten entwickelt hatten, namentlich nicht von den üblichen Eisenbahnstrecken hervorgehoben wurden. So hieß die erste Straßenbahn auf dem Bostoner Stadtgebiet Cambridge Railroad, auch bekannt als Cambridge Horse Railroad. Aus dieser entwickelten sich im Laufe der Zeit unter anderem die Green Line A Branch, ein damaliger Linienast, welche bis heute in Betrieb ist, während sie selbst als betriebliche Einheit bald keine Rolle mehr spielte. Um der Bahn zum Erfolg zu verhelfen, konnte anfangs kostenfrei mitgefahren werden, um den Einwohnern Bostons die Vorteile der Bahn näherbringen zu können. Eine weitere Strecke folgte bereits im Frühjahr 1857 unter dem Namen Dorchester Railroad, welcher jedoch aufgrund des später entstandenen Parallelverkehrs mit der U-Bahn (Red Line) kein Streckenrelikt zurückließ. Als dritte Linie folgte, ebenfalls 1857, eine Strecke der West Roxbury Railroad. Diese Strecken bewirkten eine gewaltige Anzahl an Streckenneubauten von den nun Street Railway genannten Straßenbahnen in Boston, von denen die letzte eine kurze Strecke entlang der Marlborough Street war und selbst eine Besonderheit darstellte, da sie niemals elektrifiziert und bereits um 1900 geschlossen wurde. Als knappeste Eröffnung vor einer Pferdestraßenbahnlinie vor der bevorstehenden Elektrifizierung ist die heutige Green Line C Branch zu nennen, die 1888 eröffnet und nur ein Jahr später elektrifiziert wurde.

## Elektrifizierung

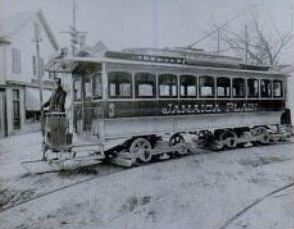
Einer der ersten Wagen mit Stromabnehmer

Für eine neue Antriebsart der Straßenbahnen gab es verschiedene Planungsvarianten, von denen die erste fast beschlossen wurde: Es handelte sich um die Planung von zwei Kabelstraßenbahnen, die nach dem Vorbild zahlreicher Systeme in den Städten der Vereinigten Staaten betrieben werden sollten, von denen noch heute die Cable Cars in San Francisco betrieben wird. Letztendlich konnte sich das Projekt jedoch nicht durchsetzen, da der Kabelbetrieb für die extreme Witterung im Winter als nicht zuverlässig erachtet wurde, und so wurden Erkundungen von anderen Straßenbahsystemen durchgeführt. Dabei einigten sich die verschiedenen Gesellschaften auf den elektrischen Antrieb mit Oberleitung. Vonseiten der öffentlichen Hand wurde dazu die Boston Elevated Railway gegründet, welche den Auftrag bekam, eine Teststrecke zu elektrifizieren, da unklar war, ob die Oberleitung genügend Antriebsleistung liefern würde. Zusätzlich wurden 22 elektrische Straßenbahnwagen erworben. Da der Probelauf aller Wagen auf der Teststrecke erfolgreich waren, wurde begonnen, schnellstmöglich alle Straßenbahnlinien mit einer Oberleitung zu versehen.

## Übergang in öffentlichen Besitz und Expansion

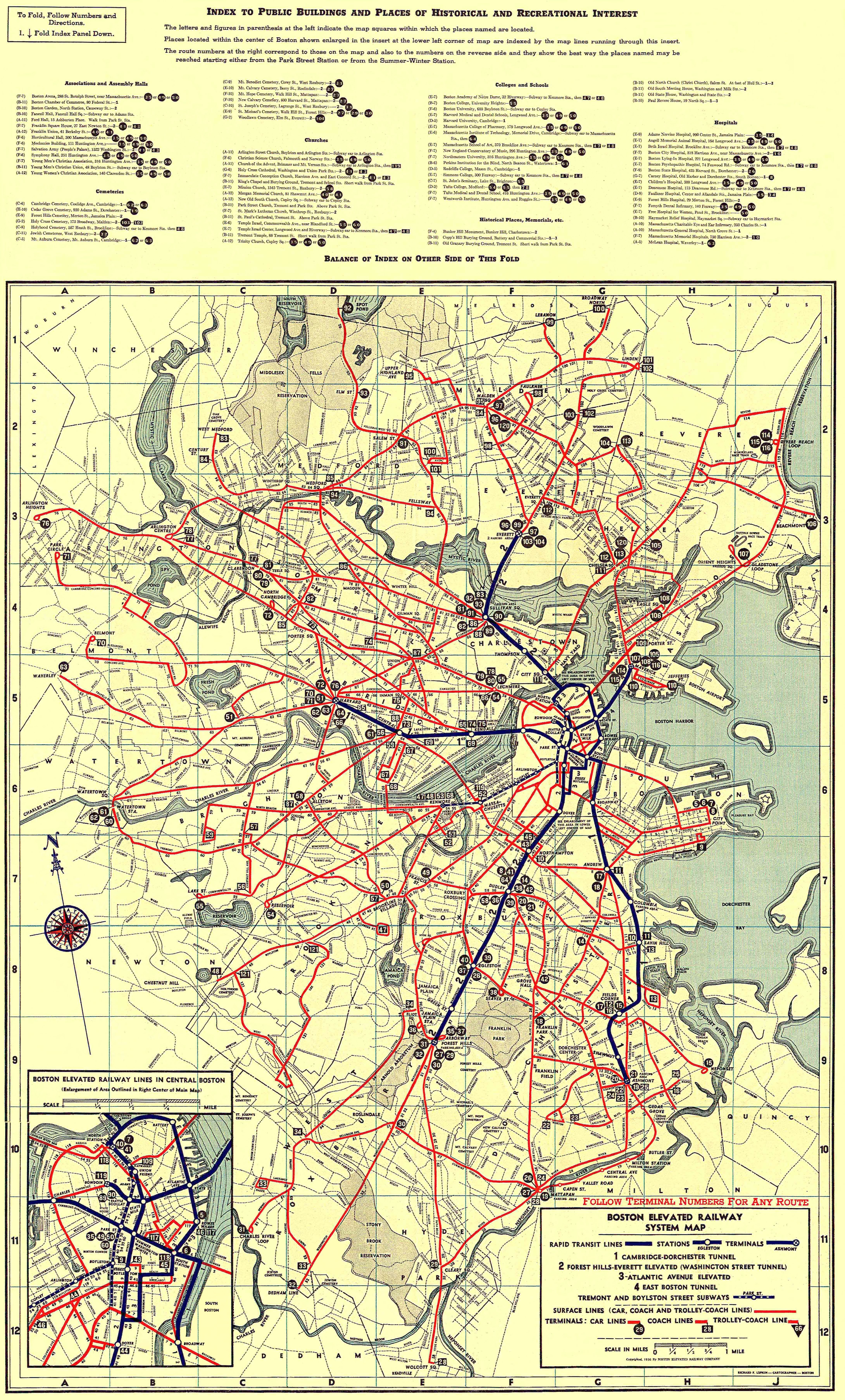
Netzplan 1936 mit deutlicher Hervorhebung der Hoch- und Untergrundbahn-Abschnitte

Die neu gegründete Boston Elevated Railway wurde vonseiten der öffentlichen Hand auch für die Verstaatlichung der zahlreichen Straßenbahngesellschaften verwendet. So waren 1888 bereits tausende Pferdestraßenbahnwagen und Eisenbahnzüge erworben worden und wurden in den Betrieb integriert. Dennoch blieben weiterhin zahlreiche Strecken unter privater Führung.
Durch die fortschreitende Elektrifizierung und öffentliche Konkurrenz wurden nun weitere Strecken in die Vororte Bostons gebaut, in welchen entlang der neuen Strecken neue Viertel entstanden. Die Straßenbahn löste einen wahren Boom aus. Das Netz entwickelte sich außerdem zum dichtesten in den Vereinigten Staaten und ermöglichte eine weiträumige Feinerschließung. Der Begriff Street Car wurde in Boston verwendet und etablierte sich während dieser Phase in der Stadt und bei weiteren Netzen der Vereinigten Staaten.

## Umstrukturierung zur U-Straßenbahn

Tunneleinfahrt in den Tremont Street Tunnel am Public Garden

Vor allem im dicht bebauten Innenstadtbereich wurde die hohe Taktfrequenz, welche durch die Bündelung zahlreicher Vorortlinien auf wenigen Stammstrecken zurückzuführen war, der Straßenbahn zu einem Problem, da die Fahrtgeschwindigkeit in der Innenstadt deutlich zu gering war. Dies bewirkte, dass Fußgänger die geringeren Distanzen deutlich schneller zurücklegen konnten als die Straßenbahnwagen. Mit zunehmender öffentlicher Kritik über die entsprechenden Linienwegen wurde daher ein Komitee einberufen, welches sich dem Problem annehmen sollte. Dieses beschloss, auf den betroffenen Strecken kreuzungsfreie Abschnitte zu errichten.
Durch den Entschluss des Komitees wurden genaue Pläne zum Ausbau der Straßenbahn ausgearbeitet. Anders als die Bezeichnung als Unterpflaster-Straßenbahn vermuten lässt, waren in den Planungen nebst einem Tunnel auch vier Hochbahnstrecken vorgesehen, welche ebenfalls realisiert wurden. Den überregional höchsten Bekanntheitsgrad erreichte von diesen Planungen der Tremont Street Subway, deren Errichtung auch die komplexeste war und von den Verkehrsplanern große Pionierarbeit forderte, da es noch keine entsprechenden Ausbauten gegeben hatte. So wählte man unterschiedliche Tunnelbaumethoden, um die Tunnel unter der Innenstadt zu erbauen. Einerseits konnte entlang des Straßenverlaufs die Cut and Cover-Methode verwendet werden, bei der im Straßenraum eine Grube ausgehoben wird, in dieser der Tunnel installiert wird und dann wieder verschlossen wird. Andererseits war dies bei Streckenabschnitten unter den wichtigen Eisenbahnstrecken und Hafenanlagen aufwändig oder gar unmöglich. Hier mussten die Tunnel mit einem Tunnelschild vorangetrieben und mit Gusseisenringen ausgekleidet werden, wobei diese Verlängerung ohnehin erst in einem späteren Bauabschnitt erfolgen würde.

### Tremont Street Subway

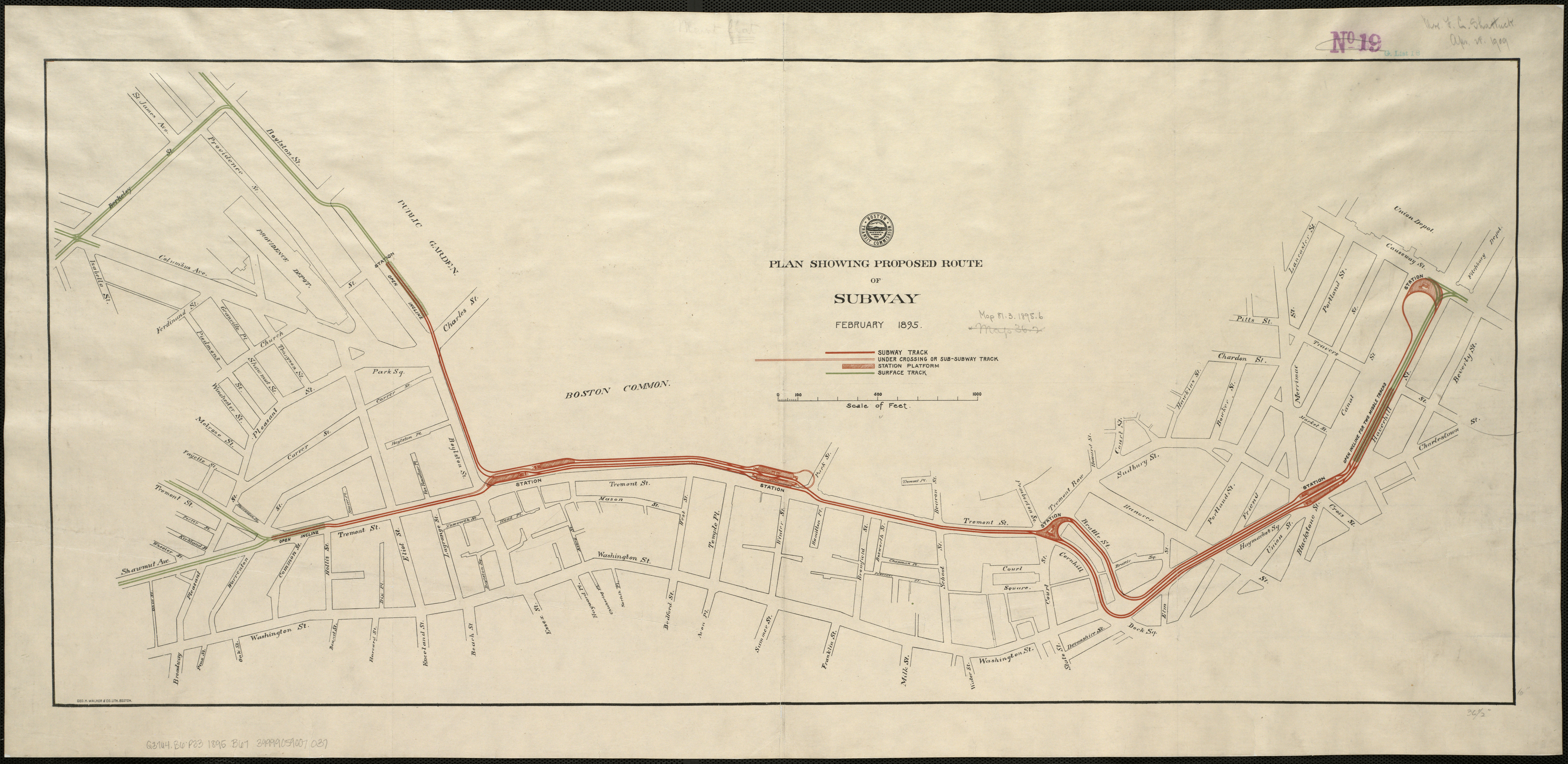
Gleisplan der Tremont Street Subway vor der Eröffnung

Am 28. März 1895 konnte schließlich mit der Errichtung des ersten Tunnelabschnitts begonnen werden. Doch die Errichtung der Tunnelanlagen zog auch Kritik und negative Befürchtungen auf die Betreiber der Straßenbahnlinien. Unter anderem galten Tunnelstrecken zum Ende des 19. Jahrhunderts als düster und waren als unfreundliche Plätze bekannt. Als Reaktion darauf wurden sämtliche Wände in hellen Farbtönen gestrichen und eine starke Beleuchtung installiert. Auf dem Bau kam es zu keinen unerwarteten Ereignissen, sodass eine Eröffnung bereits für das Jahr 1897 absehbar war. Parallel zu den Tunnelanlagen wurden an der Oberfläche Stationsgebäude gebaut, die jedoch rasch einer Verbreiterung der Tremont Street zum Opfer fielen. Die Eröffnung fand in zwei Teilabschnitten statt, der erste Anfang Juli von Public Garden bis Park Street und der zweite, eine Zweigstrecke zum bereits eröffneten Abschnitt, am 7. September weiter über die Pleasant Street zur Boilston Street. Dies waren jedoch nur zwei Abschnitte der insgesamt 11 zu eröffnenden, auf die jedoch in nur einem Jahr die übrigen folgten. Auf diesen Schritt zur Verbesserung des Straßenbahnnetzes folgte eine positive und lobende Resonanz aus Presse und Einwohnern Bostons. Die Führung einer Straßenbahn durch einen Tunnel in Boston war die erste ihrer Art und stellt somit ferner auch die weltweit erste Stadtbahnstrecke überhaupt dar, auch wenn der Betrieb noch lange Zeit straßenbahnmäßig ausgeführt wurde.

### Hochbahnviadukte
Als direkte Weiterführung des Tremont Street Tunnels wurde im Jahr 1898 am nördlichen Tunnelausgang Canal Street Incline das Causeway Street Elevated errichtet, um die Tunnelstrecke mit der Straßenbahnstrecke über die Craigie´s Bridge zu verbinden. Nachdem sich diese Streckenführung als zeitaufwändig herausstellte und sie Straßenbahn abermals beschleunigt werden sollte, wurde die Rampe am Ende der Hochbahn verschoben, um das für die Beschleunigung der Bahnen errichtete Lechmere Viadukt zu erreichen, welches am 1. Juni 1912 über dem Charles River fertiggestellt wurde.

## Straßenbahnbetrieb auf Hochbahnstrecken und Tunnelstrecken

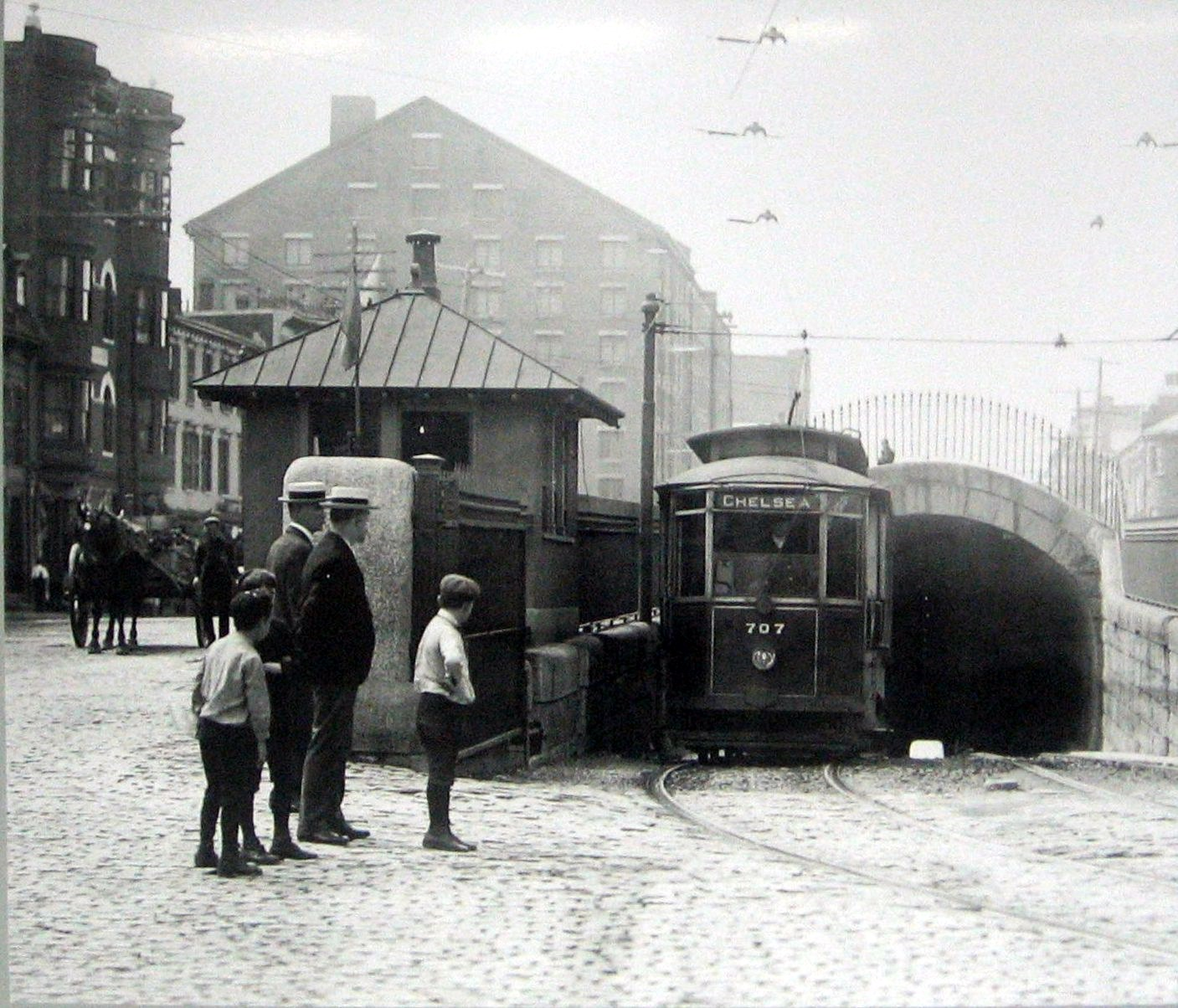
Eine Straßenbahn verlässt den East Boston Tunnel der heutigen Red Line am Maverick Square

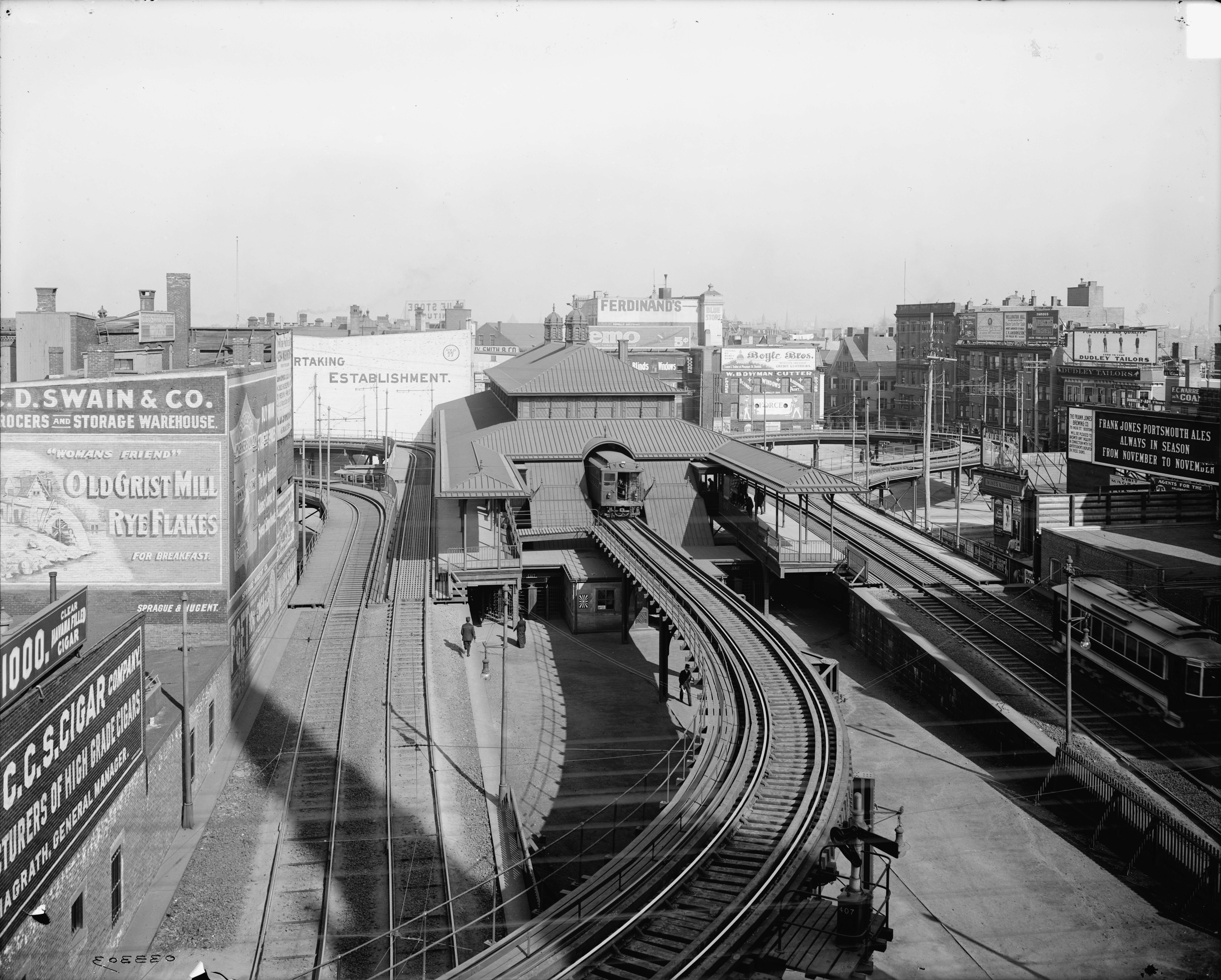
Aufgeständerte U-Bahn- (mittig) und Straßenbahnhaltestelle Dudley Square mit außenliegenden Wendeschleifen für die Straßenbahn (um 1904)

1901 kam es zur Errichtung drei weiterer Elevated-Strecken, welche die so genannte Main Line Elevated bildeten. Eines der ursprünglichen zentralen Teilstück bildete hierbei die Atlantic Avenue Elevated durch das Hafengebiet östlich der Stadt. Im Süden schloss daran die Washington Street Elevated sowie im Norden die Charlestown Elevated an. Um die Atlantic Avenue Elevated auch im Pendlerbetrieb zur Innenstadt hin zu betreiben, bestand außerdem eine Verbindungsstrecke zum Tremont Street Tunnel, welcher zunächst provisorisch als zweite Stammstrecke der Hochbahnen diente. Im Jahr 1908 wurde schließlich der Washington Street Tunnel errichtet und die mit dem provisorischen Namen Main Line Elevated bezeichnete Strecke wurde mit einer eigenen Innenstadtstammstrecke versehen.
Anders als zahlreiche Hochbahnen, wie zum Beispiel die Chicago Elevated war die Hochbahn für einen Light-Railway-Betrieb ausgelegt, was sich in den eingesetzten Straßenbahnfahrzeugen widerspiegelte, wenn diese auch an die höhere Bahnsteige angepasst waren. Ferner wurden auch ursprünglich der Straßenbahn vorbehaltene Strecken im Straßenraum von den Bahnen der Elevated übernommen und nur provisorisch an die Light Railway angepasst. Somit war es auch möglich, Straßenbahnlinien über die neuen Verbindungsstrecken zu führen, wovon auch in zahlreichen Fällen Gebrauch gemacht wurde.

## Bedeutung für die Stadtentwicklung

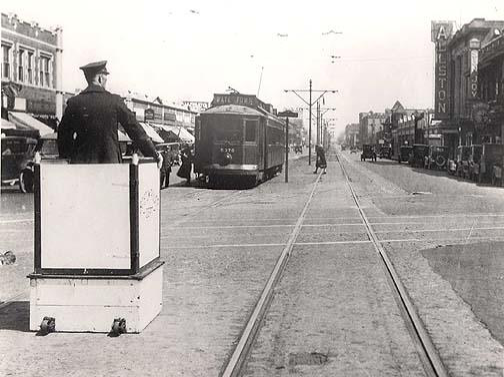
Die Hauptverkehrsachse Brightons, einer Streetcar Suburb

Die Straßenbahn trägt bei der Stadtentwicklung Bostons eine wichtige Rolle. Der wichtigste Aspekt hierbei ist die Erschließung von dünn oder kaum besiedelten Gebieten im Großraum rund um die Stadt. Diese Ausdehnung in unberührtes Land der Peripherie Bostons lässt sich seinerzeit in vielen weiteren Städten der Welt betrachten, wie auch bei der London Underground. Im Rahmen dieser Entwicklung wurden zahlreiche Straßenbahnstrecken zu den Stadtgrenzen und in die freie Landschaft hinaus errichtet, die meist nur wenige Gebäude erschlossen. Innerhalb weniger Jahrzehnte ließen sich darauf folgend zahlreiche Menschen entlang der neuen Trassen nieder und ließen so ganze Landstriche zu den so genannten Streetcar Suburbs verstädtern. Meist entstanden mehrstöckige Bauten und Stadtteile mit einer eigenen Versorgungsstruktur, die den neuen Straßenbahnlinien große Mengen an Fahrgästen bereiteten. Während einige dieser Vorstädte auf dem Stadtgebiet Bostons lagen, entstanden auch viele außerhalb der Stadt als selbstständige Gemeinde, die sich jedoch nicht wesentlich geringer entwickelten.
Doch auch für die Stadtbewohner brachten die neuen Strecken viele Vorteile, da in Randlage Bostons neben den neuen Vierteln auch großzügige Parks entstanden, die nun schnell erreicht werden konnten und somit wichtige Naherholungsgebiete darstellen. Auch diese Parkanlagen waren an die Bezeichnung der Straßenbahnen angelehnt und wurden Trolley Parks genannt. Eine weitere Möglichkeit der Stadtentwicklung bot die Straßenbahn dem Franklin Park Zoo, der trotz der Entfernung von 5 Meilen zum Stadtzentrum von Besuchern durch die Straßenbahn erreicht werden konnte. Dieser bewirkte wiederum, dass zahlreiche Straßenbahnlinien zum Zoo hin geführt wurden und somit ein neuer Nahverkehrsknotenpunkt entstand. Ein weiterer Zoo, der Stoneham's Stone Zoo war bereits nach dem gleichen Prinzip 1909 entstanden. Ferner waren auch einige Strände durch die Straßenbahn erreichbar.

### Die Triple Deckers of Boston
Auch einen besonderen Architekturstil brachten die Straßenbahnen auf den Weg. Dies sind die Triple Deckers of Boston, welche entlang vieler neuer Straßenbahnstrecken entstanden. Die Vorteile dieser Bauweise waren ein geringer Flächenverbrauch und geringe Baukosten. Dies ist auf die Verwendung von einem großen Anteil an Holz zurückzuführen. Die Errichtung beschränkte sich nicht nur auf einzelne Viertel, sondern fand im gesamten Großraum Bostons statt.

## Erste Stilllegungswelle

### Auswirkungen der Tunnel- und Hochbahnstrecken

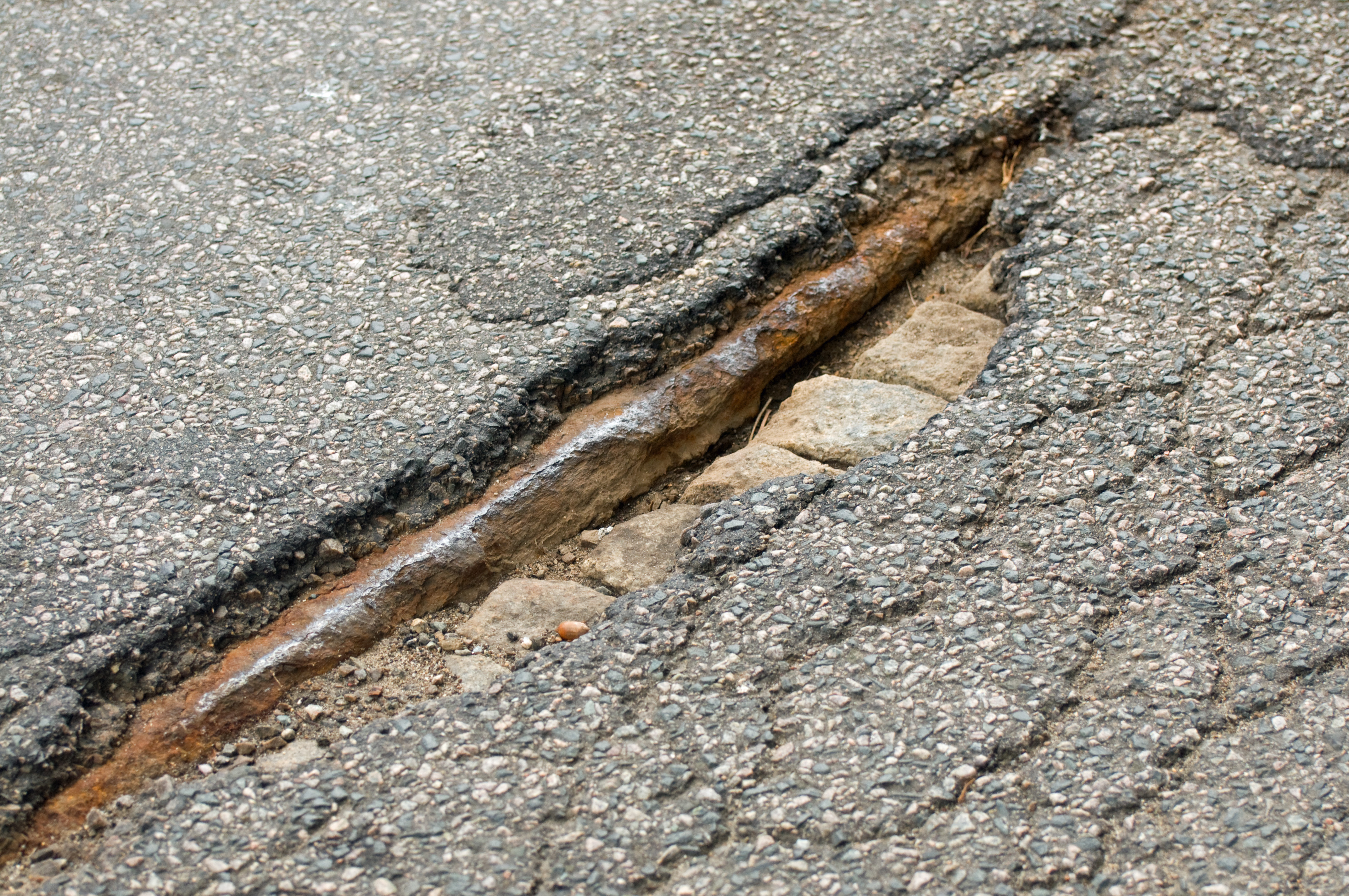
Nur noch wenige Schienenrelikte wie dieses in der Main Street von Somerville erinnern an den einstigen Straßenbahnbetrieb

Die Errichtung neuer Tunnel hatte vor allem in der ersten Hälfte des 20. Jahrhunderts zahlreiche Folgen für die Straßenbahn: Einerseits war es möglich, einzelne Linien schneller über die neuen kreuzungsfreien Strecken bis ins Stadtzentrum fahren zu lassen sowie Fahrgäste der Straßenbahn nach einmaligem Umsteigen mit Schnellbahnen weiter zu befördern. Andererseits bewirkten sie jedoch auch einen Niedergang der auf den entsprechenden Routen konkurrierenden Straßenbahnlinien. Doch auch die etablierte Verwendung von Hochbahnstrecken durch die Straßenbahn war nicht mehr uneingeschränkt möglich, und auf zahlreichen Abschnitten dieser Strecken wurde den Straßenbahnen während der Zeit zwischen den Weltkriegen nicht mehr der Fahrbetrieb ermöglicht.

### Umstellung auf Oberleitungsbus-Betrieb
Bereits in den späten 1920er Jahren wurde begonnen, einzelne Straßenbahnlinien- und Stichstrecken auf Oberleitungsbusbetrieb umzustellen. Dieser Trend setzte sich zunächst bis zum Anfang der 1940er Jahre durch und bewirkte zahlreiche Stilllegungen. Teilweise wurden auch Busse mit Dieselmotoren auf den übernommenen Strecken an Stelle der O-Busse eingesetzt.
(siehe Oberleitungsbus Boston#Erster Betrieb von 1933 bis 1963)

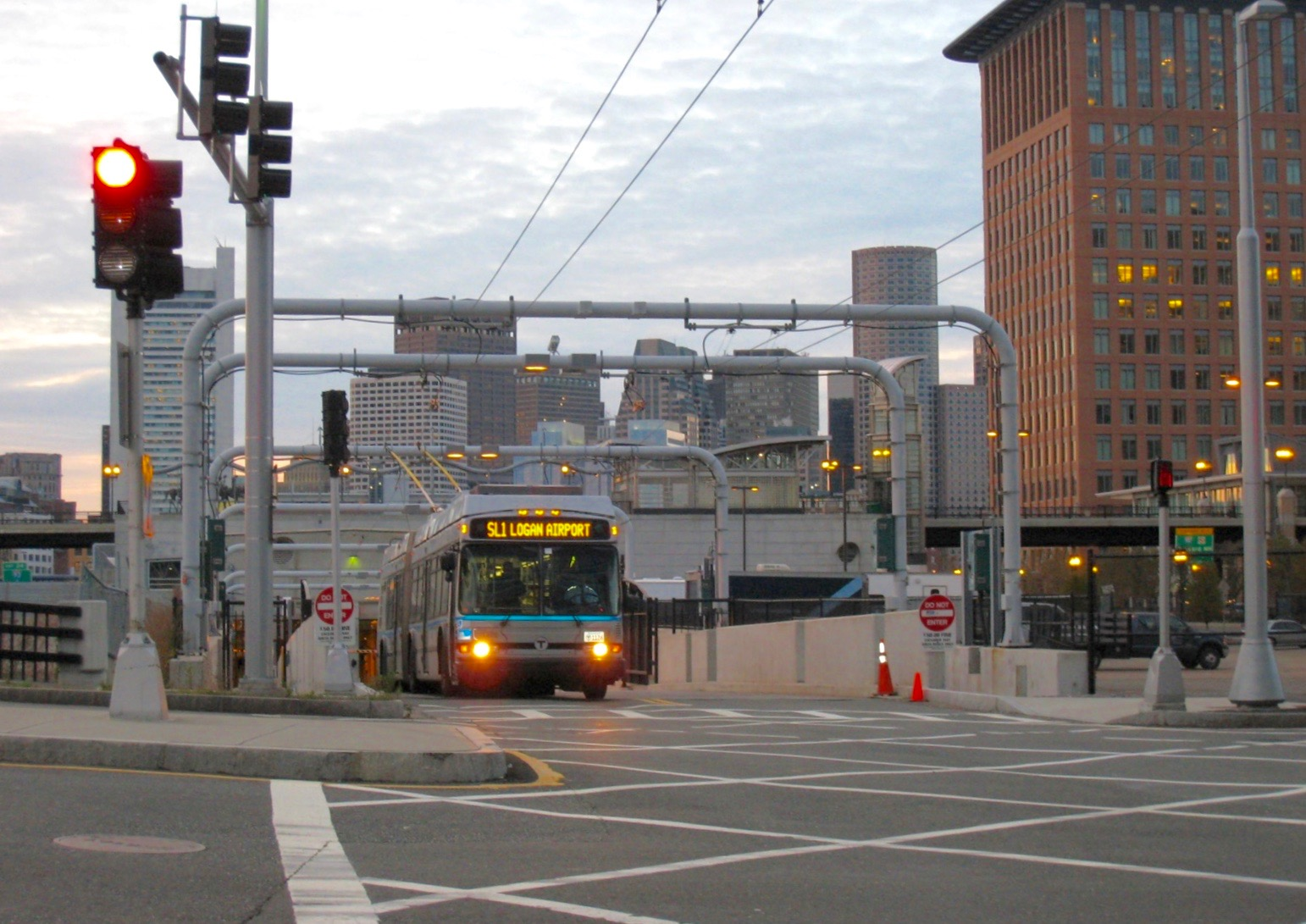
Oberleitungsbusse wie dieser ersetzten im Laufe der Zeit die Straßenbahn

## Niedergang
Wie in unzähligen Städten weltweit wurde auch die Straßenbahn in Boston nach dem Zweiten Weltkrieg von einer gewaltigen Stilllegungswelle getroffen, welche zur Aufgabe ganzer Streckenstränge führte und das Straßenbahnnetz bis auf wenige Hauptstrecken reduzierte. Auch für die nun aufgegebenen Straßenbahnlinien wurden Oberleitungsbusse auf den Strecken eingesetzt, welche jedoch bis auf die heute durch die Silver Line bedienten meist nur wenige Jahre von diesen befahren wurden. Von 1946 bis 1985 wurde das Netz dadurch auf die Linien durch den Tremont Street Tunnel und die Mattapan - Ashmont High Speed Line reduziert. Letztere wurde jedoch zu einer Museumsbahn umgewandelt und stellt keinen eigentlichen Straßenbahnbetrieb mehr dar. Das einst größte Netz in den Vereinigten Staaten war zu einem Torso geschrumpft.

### Umbenennung zur Green Line
Als das offizielle Ende des ursprünglichen Straßenbahnbetriebs ist der 28. Oktober 1963 zu nennen, an welchem die Linien der Tremont Street Subway zur Green Line zusammengefasst wurden und die Straßenbahnlinien-Nummern durch solche der neu herausgebildeten Linie ersetzt wurden und somit in übertragenem Sinn sogar einen Teil des Subway-Systems Bostons darstellen. Bis heute werden die verbliebenen Linien durch den Tremont Street Tunnel als U-Straßenbahn geführt.

## Unfälle

### Straßenbahnunfall auf der Summer Street Bridge
Am 7. November 1916 kamen beim Straßenbahnunfall auf der Summer Street Bridge etwa 50 Personen ums Leben, als eine überfüllte Straßenbahn an einer geöffneten Klappbrücke nicht rechtzeitig stoppen konnte und in den Fort Point Channel stürzte. Es handelte sich um einen der schwersten Straßenbahnunfälle weltweit.